# مکنا (واشینگتن)
مکنا (به انگلیسی: McKenna) یک منطقهٔ مسکونی در ایالات متحده آمریکا است که در شهرستان پیرس، واشینگتن واقع شده‌است.